# Chôm chôm
Chôm chôm, hoặc gọi là lôm chôm (danh pháp hai phần: Nephelium lappaceum) là loài cây vùng nhiệt đới Đông Nam Á, thuộc họ Sapindaceae. Chôm chôm có liên quan mật thiết với một số loại trái cây nhiệt đới ăn được khác bao gồm vải thiều, nhãn, pulasan và mamoncillo.

## Tên gọi
Tên gọi chôm chôm (hay lôm chôm) tượng hình cho trạng thái lông của quả loài cây này. Lông cũng là đặc tính cơ bản trong việc đặt tên của người Trung Quốc: hồng mao đan (红毛丹), hay của người Mã Lai: rambutan (trái có lông). Các nước phương Tây mượn giọng đọc của Mã Lai để gọi cây/trái chôm chôm: Anh, Đức gọi là rambutan, Pháp gọi là ramboutan.

## Xuất xứ
Cây chôm chôm khởi nguyên ở Đông Nam Á, từ Malaysia - Indonesia. Ngày nay, chúng được trồng rộng rãi ở các khu vực Đông Nam Á khác, như Thái Lan, Myanmar, Singapore, Philippines và khu vực Nam Á như Sri Lanka. Nó đã lan rộng đến các vùng khác của Châu Phi, Châu Đại Dương và Trung Mỹ.
Khoảng thế kỷ 13 đến thế kỷ 15, các thương nhân Ả Rập đã đóng vai trò quan trọng trong thương mại Ấn Độ Dương, họ đã đưa chôm chôm đến Zanzibar và Pemba ở Đông Phi. Chôm chôm cũng được trồng hạn chế ở một số vùng của Ấn Độ. Vào thế kỷ 19, người Hà Lan đã đưa giống chôm chôm từ thuộc địa của họ ở Đông Nam Á đến Suriname ở Nam Mỹ. Sau đó, cây lan sang các khu vực nhiệt đới khác của châu Mỹ, được trồng ở các vùng đất thấp ven biển Colombia, Ecuador, Honduras, Costa Rica, Trinidad và Cuba. Năm 1912, chôm chôm được du nhập vào Philippines từ Indonesia. Những hoạt động phổ biến hơn đã được thực hiện vào năm 1920 (từ Indonesia) và 1930 (từ Malaya), nhưng cho đến những năm 1950, việc phân phối của nó bị hạn chế.
Vào năm 1906, đã có một nỗ lực đưa giống chôm chôm đến Đông Nam Hoa Kỳ, với hạt giống được nhập khẩu từ Java, nhưng việc trồng không thành công, ngoại trừ ở Puerto Rico.
Cây chôm chôm thích ứng cho những vùng đất không ngập nước. Do đó, ở Việt Nam, chôm chôm được trồng chủ yếu ở các tỉnh thuộc lưu vực sông Đồng Nai, Nam Trung Bộ và Đồng bằng sông Cửu Long.

## Mô tả
Chôm chôm là loài cây thường xanh có thể phát triển đến chiều cao 12–20 m. Các lá mọc so le với nhau, dài 10–30 cm, lá có hình lông chim với 3 đến 11 lá rời. Những bông hoa có kích thước nhỏ 2,5–5 mm.
Cây chôm chôm có thể là cây đực (chỉ sản sinh túi phấn hoa do đó không đậu quả) hoặc cây cái (chỉ có hoa với chức năng giống cái) hoặc lưỡng tính (sản xuất hoa cái với một tỷ lệ nhỏ hoa đực).
Quả hình tròn hoặc hình bầu dục, dài 3–6 cm (hiếm khi đến 8 cm) và rộng 3–4 cm, quả được kết và lớn dần trong một chùm có 10–20 quả. Vỏ có màu hơi đỏ (hiếm khi có màu cam hoặc vàng) và được bao phủ bởi các gai thịt mềm dẻo, do đó có tên 'lông'. Các gai thịt góp phần vào quá trình thoát hơi nước của quả, có thể ảnh hưởng đến chất lượng của quả.
Phần thịt quả là vỏ mềm bao bọc hạt, trong mờ, hơi trắng hoặc hồng nhạt, có vị ngọt, chua nhẹ.
Hạt đơn dài 1–1,3 cm, có vết nứt đôi màu trắng ở đáy hạt. Hạt mềm và chứa các phần chất béo bão hòa và không bão hòa bằng nhau, hạt có thể được nấu chín và ăn. Quả đã bốc vỏ có thể dùng để ăn sống hoặc nấu chín.

## Thụ phấn
Hoa chôm chôm có mùi thơm rất hấp dẫn đối với nhiều loại côn trùng, đặc biệt là ong. Ruồi, ong và kiến là những loài thụ phấn chính. Trong số các loài ruồi, thì ruồi Lucilia nhiều nhất và trong số các loài ong, ong mật (ong khoái và ong mật phương Đông) và Ong dú (như loài Trigona) chiếm đa số. Các đàn ong mật phương Đông kiếm ăn trên hoa chôm chôm tạo ra một lượng lớn mật ong. Những con ong kiếm mật hoa thường xuyên tiếp xúc với đầu nhụy của hoa cái và thu thập một lượng đáng kể phấn hoa dính từ hoa đực. Một ít phấn hoa đã được nhìn thấy trên những con ong kiếm ăn hoa cái. Hoa đực mở lúc 06:00, ong mật phương Đông kiếm ăn diễn ra mạnh nhất trong khoảng từ 07:00 đến 11:00, giảm dần sau đó khá đột ngột. Ở Thái Lan, ong mật phương Đông là loài thường thụ phấn vãng lai cho chôm chôm. Lông của ong hữu ích trong quá trình thụ phấn, phấn hoa có thể bám vào và được chuyển đến hoa cái.

## Sản xuất

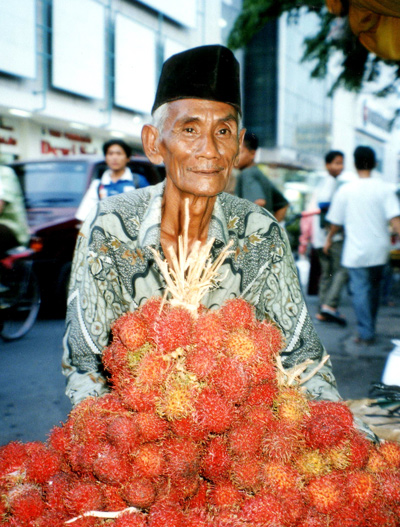
Một người bán chôm chôm ở Semarang, Indonesia

Chôm chôm là loại cây ăn quả được trồng nhiều ở vùng nhiệt đới ẩm Đông Nam Á. Nó là một loại cây ăn quả dùng để ăn tại vườn hoặc bán. Nó là một trong những loại trái cây nổi tiếng nhất của Đông Nam Á, và cũng được trồng rộng rãi ở những nơi khác thuộc vùng nhiệt đới như châu Phi, miền nam Mexico, các đảo thuộc quần đảo Caribe, Costa Rica, Honduras, Panama, Ấn Độ và Sri Lanka. Nó cũng được trồng ở Ecuador với gọi là achotillo, và được trồng trên đảo Puerto Rico.
Tính đến năm 2014, Thái Lan là nước sản xuất chôm chôm lớn nhất (tiếng Thái: เงาะ, RTGS: ngo), với sản lượng 450.000 tấn, tiếp theo là Indonesia với 100.000 tấn và Malaysia với 60.000 tấn. Ở Thái Lan, các trung tâm trồng chôm chôm chính là tỉnh Chanthaburi, tiếp theo là tỉnh Chumphon và tỉnh Surat Thani. Ở Indonesia, vùng trồng chôm chôm chủ yếu là ở phía tây của Indonesia, bao gồm Java, Sumatra, và Kalimantan. Ở Java, các vườn cây ăn trái và pekarangan (bãi cư trú) ở các làng Greater Jakarta và Tây Java đã được biết đến như những vùng lớn canh tác chôm chôm từ thời thuộc địa, với trung tâm thương mại ở Pasar Minggu, Nam Jakarta.
Việc sản xuất toàn cầu rất khó đánh giá vì sản lượng chôm chôm của các nước chủ yếu tiêu thụ trong nước, số lượng được ước tính trong thời gian 2015-2017 là 1.386.100 tấn chôm chôm/năm, nhưng chưa tới 10.000 tấn chôm chôm tươi và thành phẩm liên quan được đưa vào thương mại quốc tế.
Trong suốt năm 2017 và những năm trước đó, nhập khẩu chôm chôm sang Liên minh Châu Âu hàng năm khoảng 1.000 tấn, tạo điều kiện tốt cho nguồn cung cấp quanh năm từ nhiều nhà cung cấp nhiệt đới.
Trái cây thường được bán tươi và có thời hạn sử dụng ngắn, chôm chôm cũng thường được sử dụng để làm mứt và thạch, hoặc đóng hộp. Những vườn cây chôm chôm thường xanh với những quả có màu sắc đa dạng tạo nên những cảnh quan hấp dẫn.
Ở Ấn Độ, chôm chôm được nhập khẩu từ Thái Lan, cây cũng được trồng ở quận Pathanamthitta thuộc miền Nam bang Kerala.
Chôm chôm không phải là một loại trái cây chín có sự gia tăng ethylene và bùng nổ quá trình hô hấp tế bào - nghĩa là chúng chỉ chín trên cây và dường như không tạo ra chất làm chín như hormone thực vật, ethylene, sau khi được thu hoạch. Tuy nhiên, sau khi thu hoạch, chất lượng của quả bị ảnh hưởng bởi các yếu tố bảo quản. Độ ẩm thấp, thời gian bảo quản và các trường hợp hư hỏng mang tính cơ học có thể ảnh hưởng nghiêm trọng đến chất lượng của trái cây, điều này sẽ ảnh hưởng tiêu cực đến nhu cầu tiêu thụ. Nhìn chung, loại trái cây này có thời hạn sử dụng ngắn trong điều kiện môi trường xung quanh nhưng việc áp dụng các phương pháp bảo quản có thể kéo dài thời gian. Một số phương pháp như chiếu xạ và sử dụng rút khí có thể giúp bảo quản tốt.

## Trồng trọt
Chôm chôm thích nghi với khí hậu nhiệt đới ấm áp, nhiệt độ khoảng 22–30 °C và nhạy cảm với nhiệt độ dưới 10 °C. Nó được trồng cho mục đích thương mại trong phạm vi 12–15°Của đường xích đạo. Cây phát triển tốt ở độ cao lên đến 500 m (1.600 ft) so với mực nước biển, và phát triển tốt nhất trong vùng đất sâu, đất sét hoặc mùn cát giàu chất hữu cơ. Chúng cũng có thể phát triển trên địa hình đồi núi, nơi có khả năng thoát nước tốt.

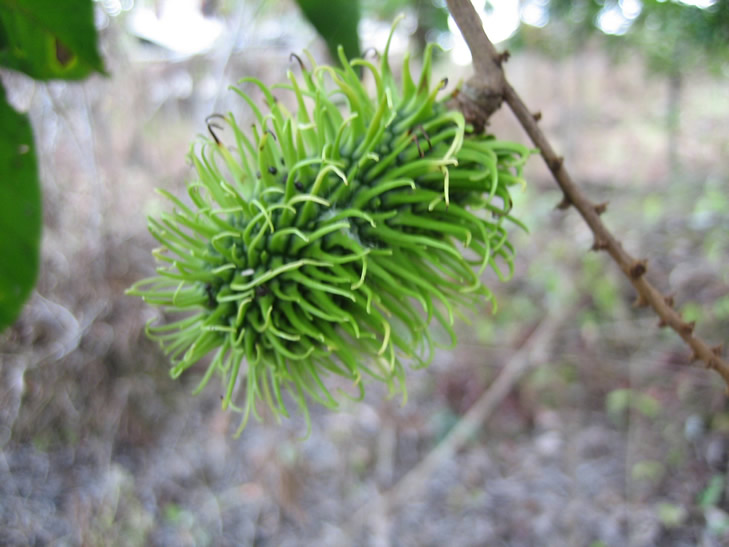
Chôm chôm trước khi chín

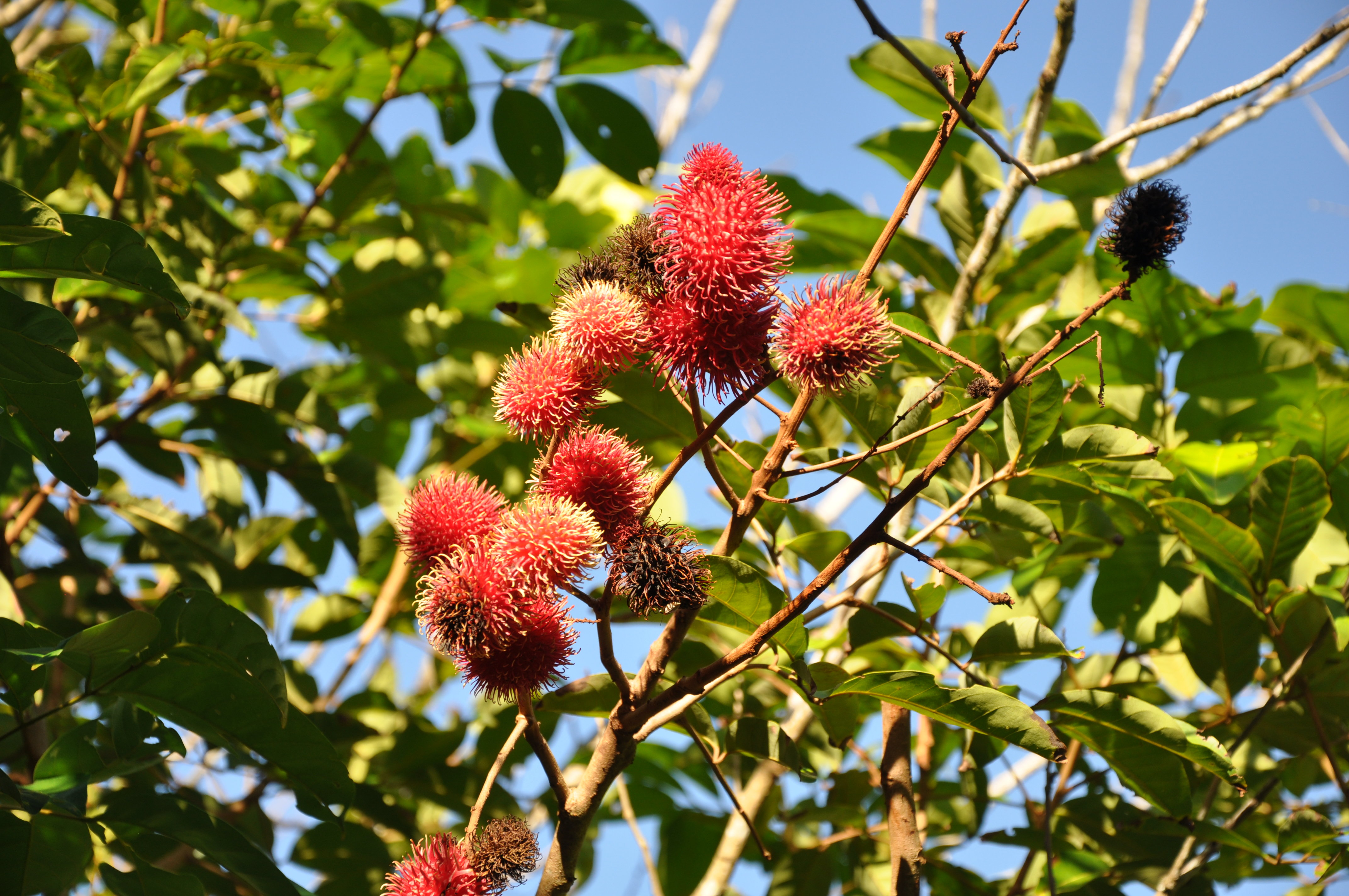
Chôm chôm trên cành

Chôm chôm được nhân giống bằng cách chiết ghép, tách nhánh, và nảy chồi. Cây có thể ra quả sau hai đến ba năm trồng với sản lượng trái sum sê nhất sau 8 đến 10 năm. Cây phát triển từ hạt giống sau 5 đến 6 năm.
Hạt màu nâu nhạt, chứa nhiều chất béo và dầu nhất định (chủ yếu là axit oleic và axit arachidic) có giá trị trong công nghiệp, và được sử dụng trong nấu ăn, sản xuất xà phòng. Rễ, vỏ và lá cây chôm chôm có nhiều công dụng khác nhau trong y học cổ truyền và trong sản xuất thuốc nhuộm.
Ở một số vùng trồng, cây chôm chôm có thể ra quả hai lần mỗi năm, một lần vào cuối mùa thu đầu mùa đông, một lần vào cuối mùa xuân đầu mùa hè. Các khu vực khác, chẳng hạn như Costa Rica, chỉ có một mùa quả duy nhất, với sự bắt đầu của mùa mưa vào tháng 4 kích thích ra hoa, quả thường chín vào tháng 8 và tháng 9. Trái phải chín trên cây, sau đó chúng được thu hoạch trong khoảng thời gian từ bốn đến bảy tuần. Trái cây tươi rất dễ bị dập và thời hạn sử dụng ngắn. Một cây trung bình có thể cho 5.000–6.000 quả trở lên (60–70 kg hoặc 130–155 lb mỗi cây). Năng suất bắt đầu ở mức 1,2 tấn mỗi ha (0,5 tấn/mẫu Anh) trong vườn cây non và có thể đạt 20 tấn mỗi ha (8 tấn mỗi mẫu Anh) trong vườn cây trưởng thành. Ở Hawaii, 24 trong số 38 ha canh tác chôm chôm (60 trong số 95 mẫu Anh) đã được thu hoạch với sản lượng 120 tấn quả vào năm 1997. Năng suất có thể được tăng lên bằng cách cải thiện quản lý vườn cây ăn quả, bao gồm cả thụ phấn và trồng các giống cây nhỏ năng suất cao.
Hầu hết các giống cây trồng có giá trị kinh tế cao là lưỡng tính; những giống cây trồng chỉ tạo ra hoa cái đòi hỏi sự có mặt của cây đực. Cây đực hiếm khi được tìm thấy, vì quá trình chọn lọc thực vật đã ưu tiên các dòng lưỡng tính tạo ra tỷ lệ cây hoa cái cao và số lượng hoa tạo phấn hoa thấp hơn nhiều. Có hơn 3.000 bông hoa màu trắng lục xuất hiện trong các chùy đực, mỗi bông có từ năm đến bảy bao phấn và một bầu nhụy không có chức năng sinh sản. Hoa đực có các ống nhị màu vàng và năm đến bảy nhị hoa. Khoảng 500 bông hoa màu vàng lục xuất hiện trên mỗi chùm bông lưỡng tính. Mỗi hoa có sáu bao phấn, thường là một vòi nhụy có hai lớp, với một noãn nằm ở mỗi phần của nó. Hoa có thể tiếp nhận phấn trong khoảng một ngày, nhưng có thể lâu hơn nếu có tác nhân thụ phấn nhân tạo.

## Thu hoạch và bảo quản
Từ khi nở hoa cho đến lúc chín, cần khoảng 100 - 120 ngày ở miền Nam. Mùa quả chín từ tháng 5-8. Quả chín, màu sắc vỏ thay đổi, chất hòa tan trong cùi là 17-21%. Độ chua (TA) tính bằng axit nitric khoảng 0,55% và pH từ 4,0 đến 5,0. Một vườn chôm chôm thường hái làm nhiều lần, cách nhau 3-7 ngày tùy giống.
Bảo quản quả ở nhiệt độ 25 độ C, khi bảo quản trong môi trường tự nhiên, trọng lượng quả chôm chôm giảm đi rất nhanh do mất nước nhiều. Trọng lượng mất đi sau 5-8 ngày từ 22% đến 25 %tùy theo giống chôm chôm. Nhiệt độ càng cao, trọng lượng mất càng nhiều. Bảo quản trong túi polyetylen (PE) trọng lượng mất ít hơn. Trong thực tế nên bảo quản ở nhiệt độ 10 độ C trong túi PE có đục lỗ, quả còn tốt bán được sau 10 ngày, và trong túi PE kín là sau 12 ngày.

## Các giống chôm chôm
Hơn 200 giống cây chôm chôm đã được phát triển từ các giống vô tính chọn lọc có sẵn trên khắp vùng châu Á nhiệt đới. Hầu hết các giống cây trồng được chọn có chiều cao sinh trưởng nhỏ gọn, đạt chiều cao chỉ 3–5 m để dễ thu hoạch hơn.
So với chôm chôm nhân giống, chôm chôm tự nhiên có độ chua cao hơn và có thể dùng cho các mục đích thực phẩm khác nhau. Ở Indonesia, 22 giống chôm chôm được xác định có chất lượng tốt, với 5 giống thương mại hàng đầu: 'Binjai', 'Lebak Bulus', 'Rapiah', 'Cimacan' và 'Sinyonya', cùng với các giống phổ biến khác bao gồm 'Simacan', 'Silengkeng', 'Sikonto' và 'Aceh kuning'. Ở bán đảo Mã Lai, các giống thương mại bao gồm 'Chooi Ang', 'Peng Thing Bee', 'Ya Tow', 'Azimat', và 'Ayer Mas'.
Ở Việt Nam, việc lai tạo hoặc chọn cây ưu tú từ các giống nhập đều chưa được thực hiện. Trong nước, có các quần thể sau:
- Chôm chôm dính: cùi dính hạt, hương vị không ổn định.
- Chôm chôm Giava: tên chung chỉ các giống nhập nội từ Indonesia, Thái Lan. Trồng phổ biến ở Bến Tre, Đồng Nai, Vĩnh Long, cung cấp đại bộ phận bán quả trong nước. Đặc tính chính là cùi không dính hạt (chôm chôm trốc) nhưng khi bóc ra, cùi lại dính với vỏ ngoài của hạt.
- Chôm chôm nhãn: Quả nhỏ chỉ độ 15-20 g so với 30-40 g ở chôm chôm Giava. Gai ngắn, mã quả không đẹp. Cùi khô, giòn, hương vị tốt, giá bán cao hơn so với chôm chôm Giava. Tỉ lệ trồng còn rất thấp.

Gần đây mới nhập một số giống chôm chôm của Thái Lan, Malaysia. Đặc điểm của chôm chôm Thái Lan là lông màu xanh, quả màu đỏ, bên trong cùi tróc, không dính hạt, vị ngọt.

## Chất dinh dưỡng và hóa chất thực vật
Quả chôm chôm có thành phần 78% là nước, 21% carbohydrate, 1% protein, và có chất béo không đáng kể (bảng; dữ liệu dành cho trái cây đóng hộp trong xi-rô; dữ liệu trái cây thô chưa được công bố). Về hàm lượng dinh dưỡng, trái cây đóng hộp chỉ chứa mangan ở mức vừa phải (16% Giá trị hàng ngày), cung cấp 82 calo trong 100 gram (bảng). Các nguyên tố vi lượng dinh dưỡng khác ở mức thấp.
Là một loại có thịt quả không có sắc tố, chôm chôm không chứa hàm lượng polyphenol đáng kể, nhưng phần vỏ đầy màu sắc của nó hiển thị các axit phenolic đa dạng, chẳng hạn như axit syringic, coumaric, gallic, caffeic và ellagic. Hạt chôm chôm chứa tỷ lệ axit béo bão hòa và không bão hòa bằng nhau, trong đó axit arachidic (34%) và oleic (42%) có hàm lượng chất béo cao nhất.
Hương thơm dễ chịu của trái chôm chôm xuất phát từ nhiều hợp chất hữu cơ dễ bay hơi, bao gồm beta-damascenone, vanillin, axit phenylacetic và axit cinnamic.

## Một vài hình ảnh

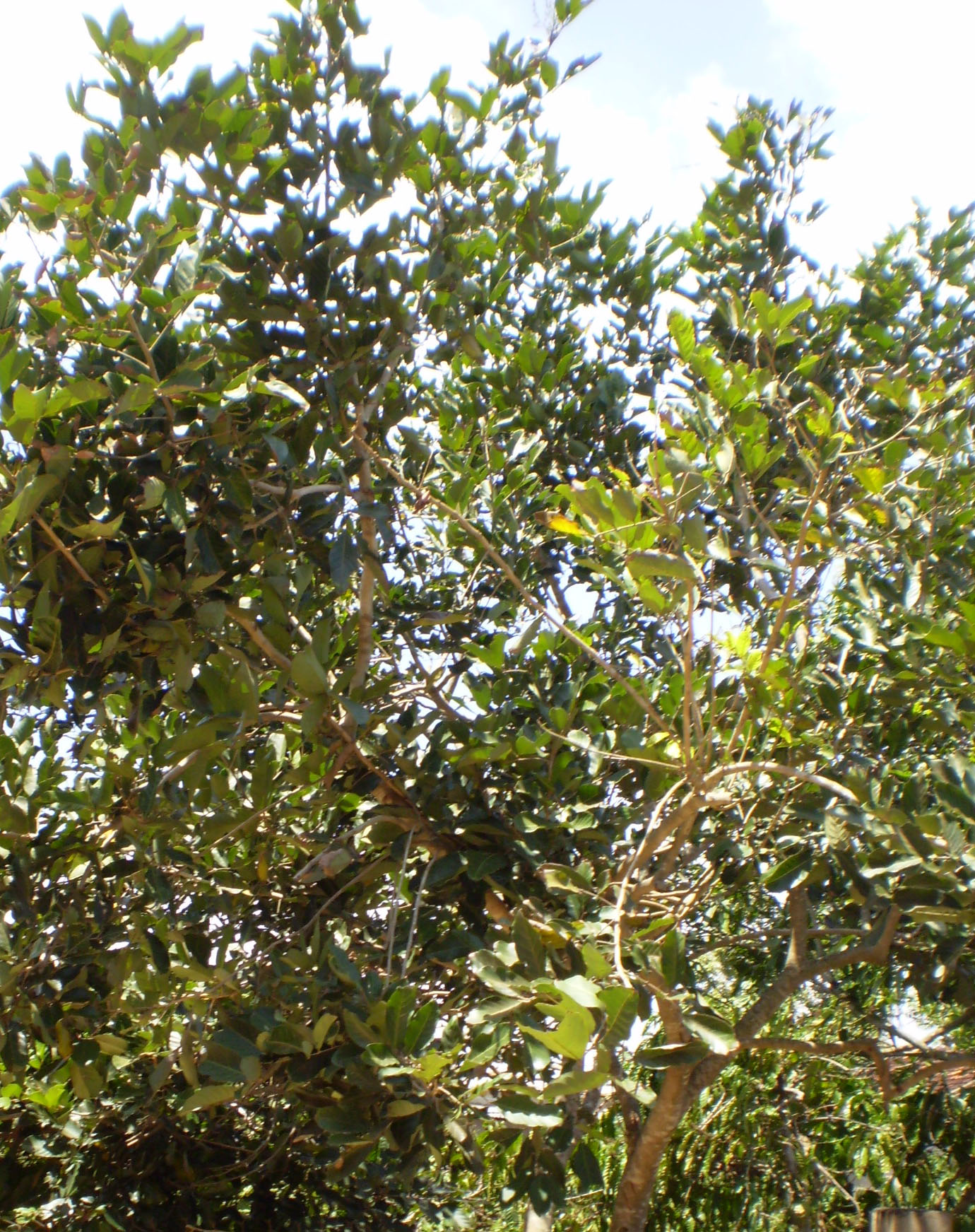
Cây chôm chôm.
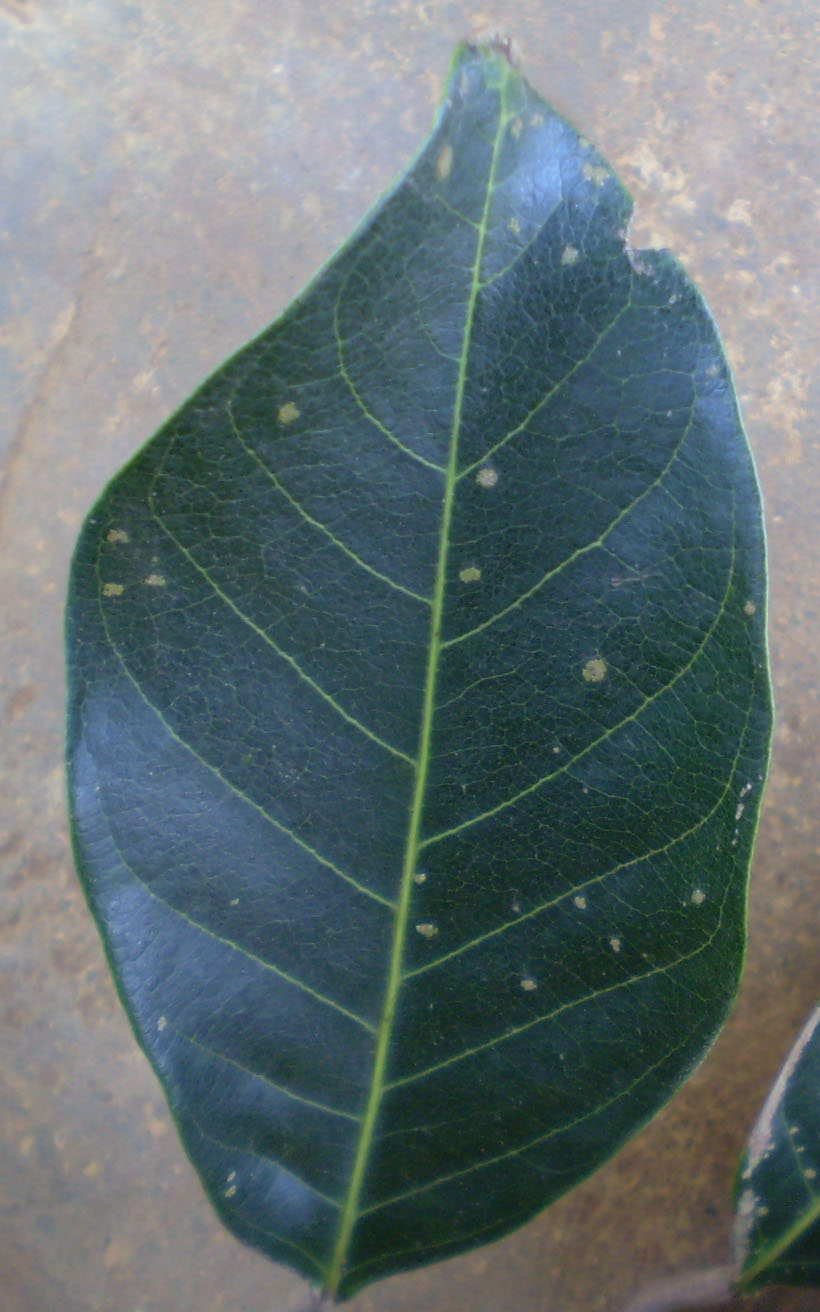
Lá cây chôm chôm.
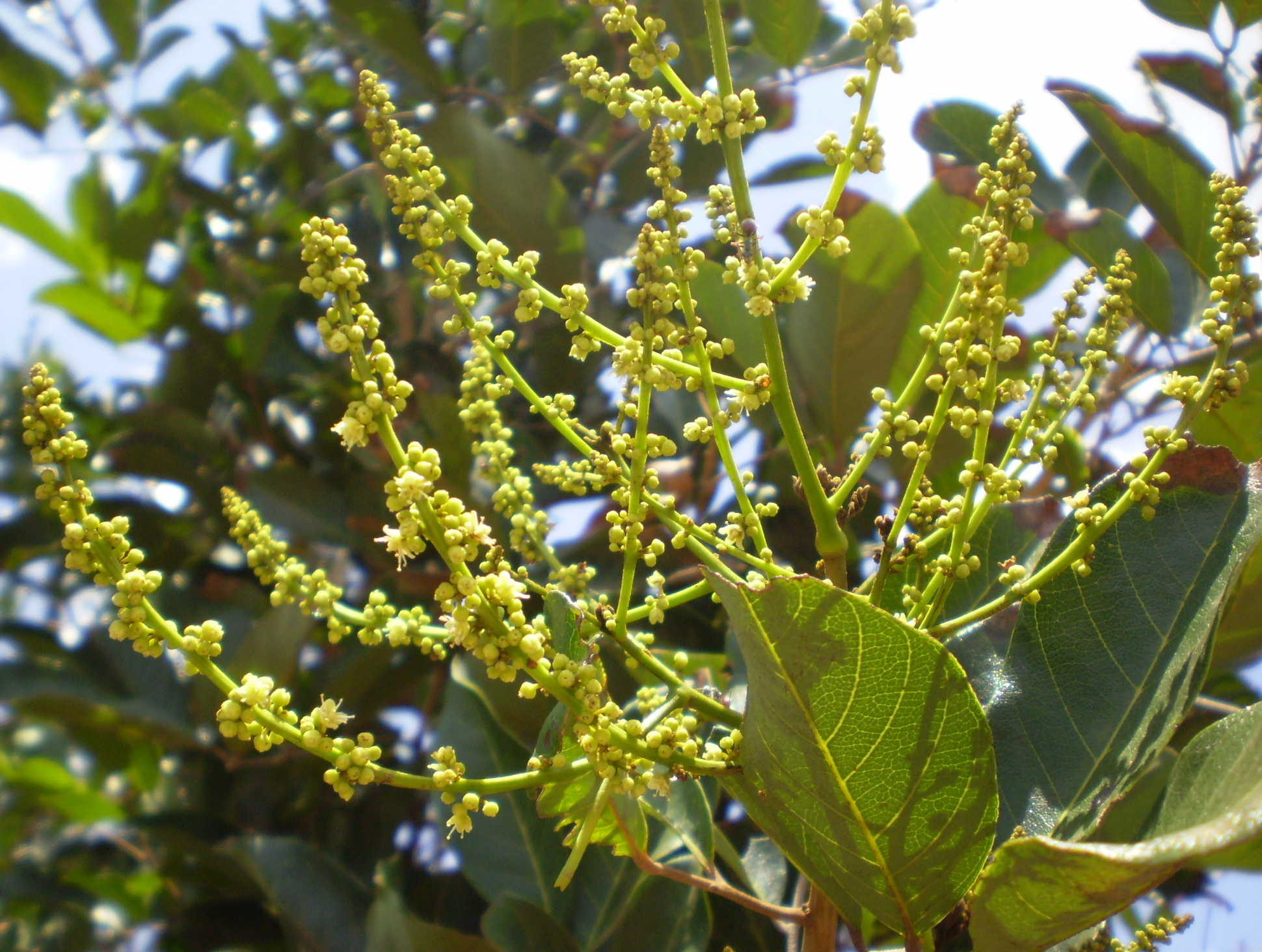
Cành nụ hoa chôm chôm
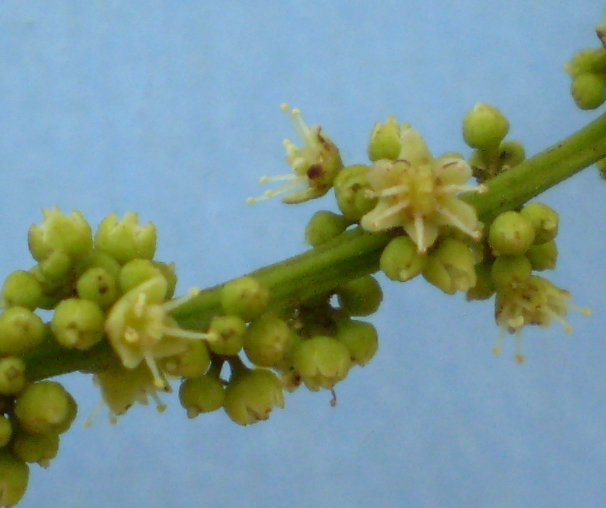
Hoa chôm chôm
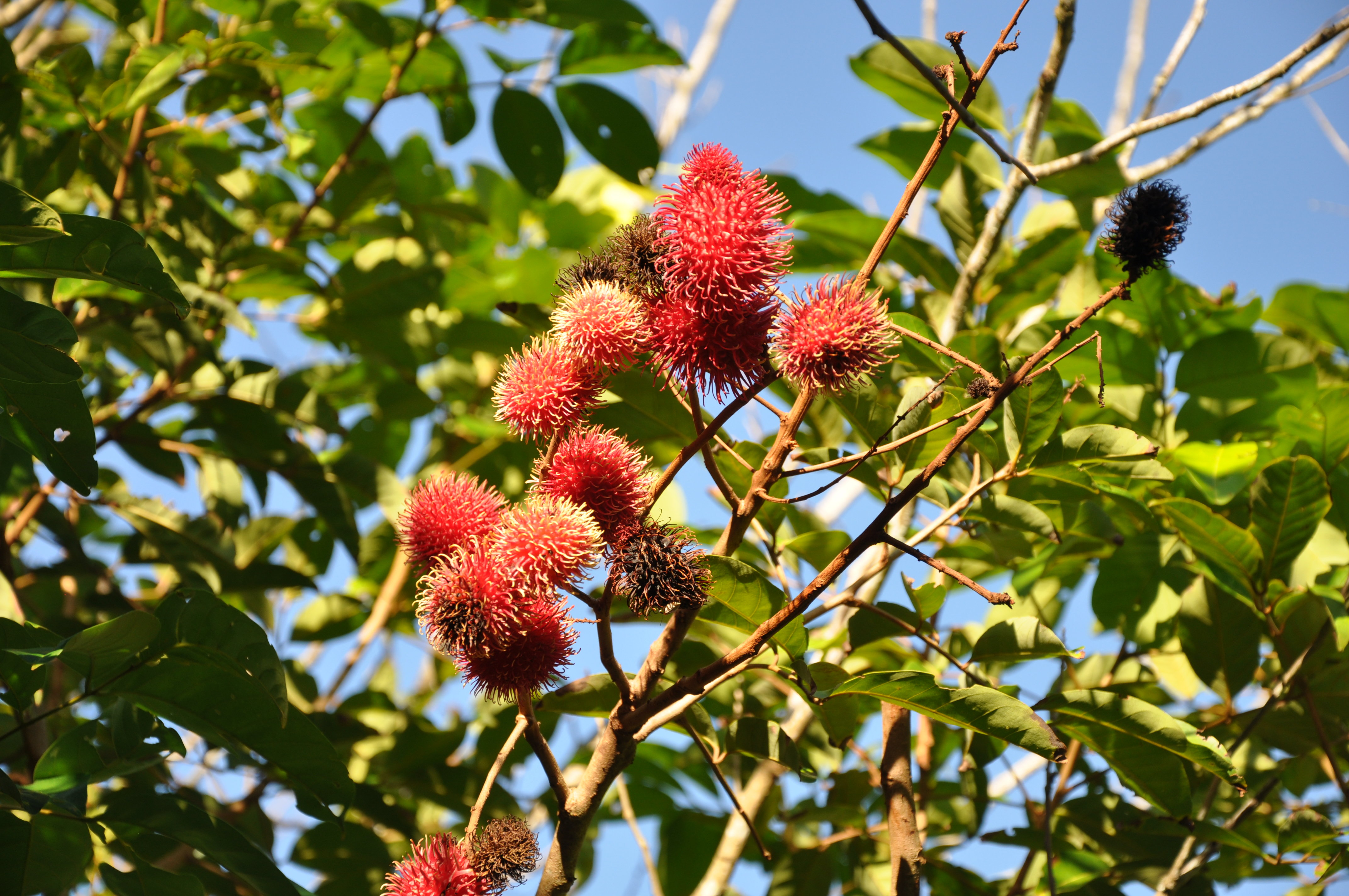
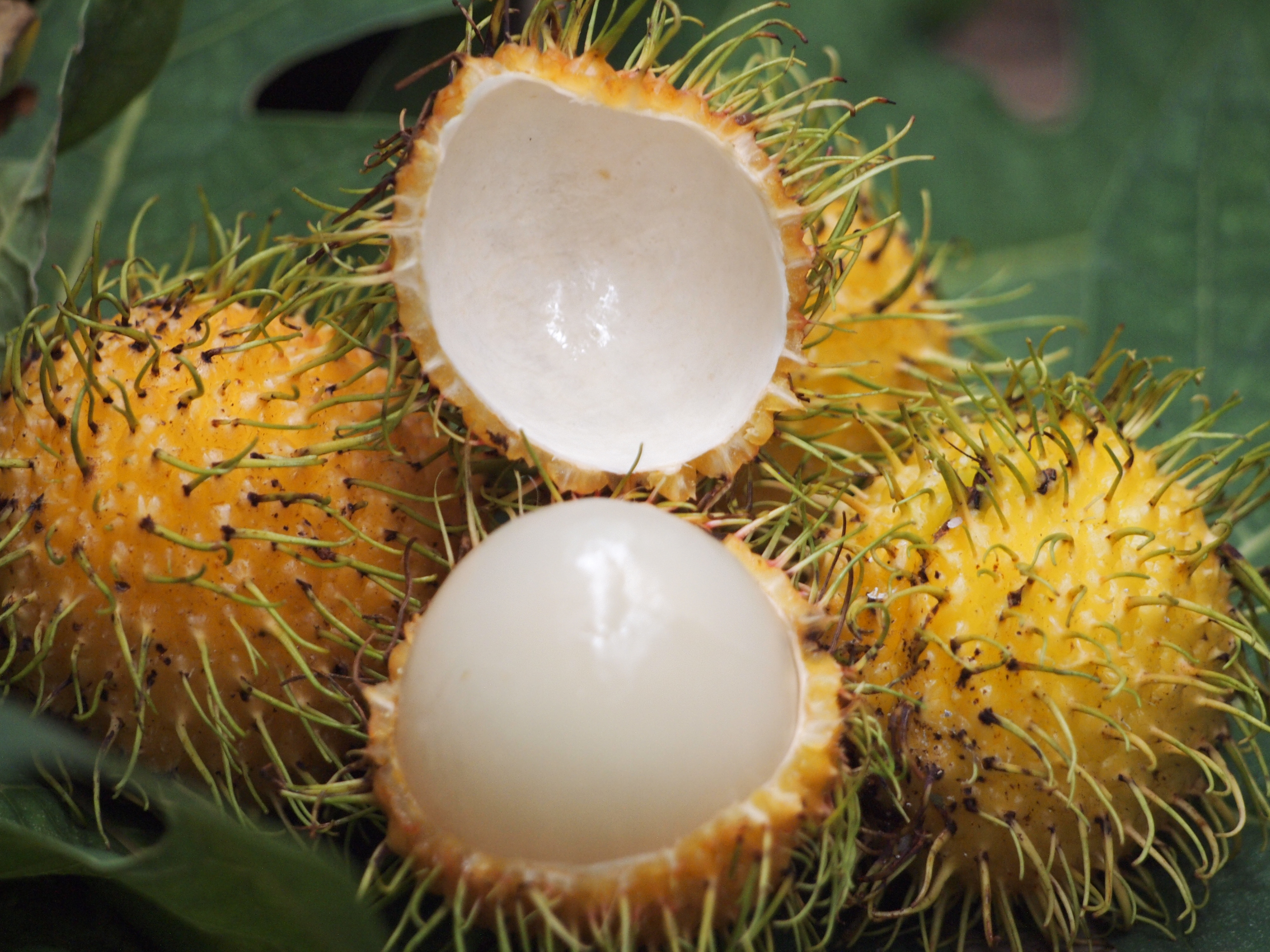
Quả đã bóc vỏ.